# فينود دوا
فينود دوا (بالهندية: विनोद दुआ؛ بالإنجليزية: Vinod Dua) هو صحفي هندي، ولد في 11 مارس 1954 في نيودلهي في الهند.